# Christoph Straube
Christoph Straube (* 15. September 1984 in Kronberg im Taunus) ist ein deutscher Autor und Unternehmer.

## Leben und Karriere
Christoph Straube wuchs auf Mallorca auf, wo er sein Abitur absolvierte. Anschließend absolvierte er von 2004 bis 2007 eine Ausbildung zum Industriekaufmann beim Chemieunternehmen LyondellBasell. Seine akademische Ausbildung setzte er von 2007 bis 2010 mit dem Betriebswirt an der Westdeutschen Akademie für Kommunikation (WAK) in Köln fort und ergänzte sie von 2010 bis 2011 durch eine Ausbildung zum Makler an der Europäischen Immobilienakademie in Saarbrücken.
Im Jahr 2011 gründete Straube die Wohnen & Leben GmbH, aus der 2017 die W&L AG hervorging. Unter seiner Leitung entwickelt das Unternehmen Immobilienprojekte in Deutschland, mit einem Fokus auf nachhaltige und innovative Ansätze. Parallel dazu widmet sich Straube der Veröffentlichung von Fach- und Ratgeberliteratur, die sich mit Themen der Immobilienwirtschaft befasst.

## Publikationen
- Der steinige Weg zum Reichtum – Wohlstand durch Immobilien, 2023, ISBN 978-3-9857000-4-2

- Dein eigenes Monopoly – Mein Weg von der Badstraße in die Schlossallee, 2022 ISBN 978-3-9857001-0-3

- Quick Guide Nachhaltigkeit in der Immobilienwirtschaft – Wie Sie die ESG-Kriterien in der Immobilienbranche richtig anwenden, 2024, ISBN 978-3-658-44267-5

- Quick Guide Projektfinanzierung für Immobilienentwickler – Wie Sie klassische und alternative Finanzierungsinstrumente strukturiert einsetzen, 2024, ISBN 978-3-658-45846-1